# 966-й истребительный авиационный полк ПВО
966-й истребительный авиационный полк ПВО (966-й иап ПВО) — воинская часть истребительной авиации ПВО, принимавшая участие в боевых действиях Великой Отечественной войны.

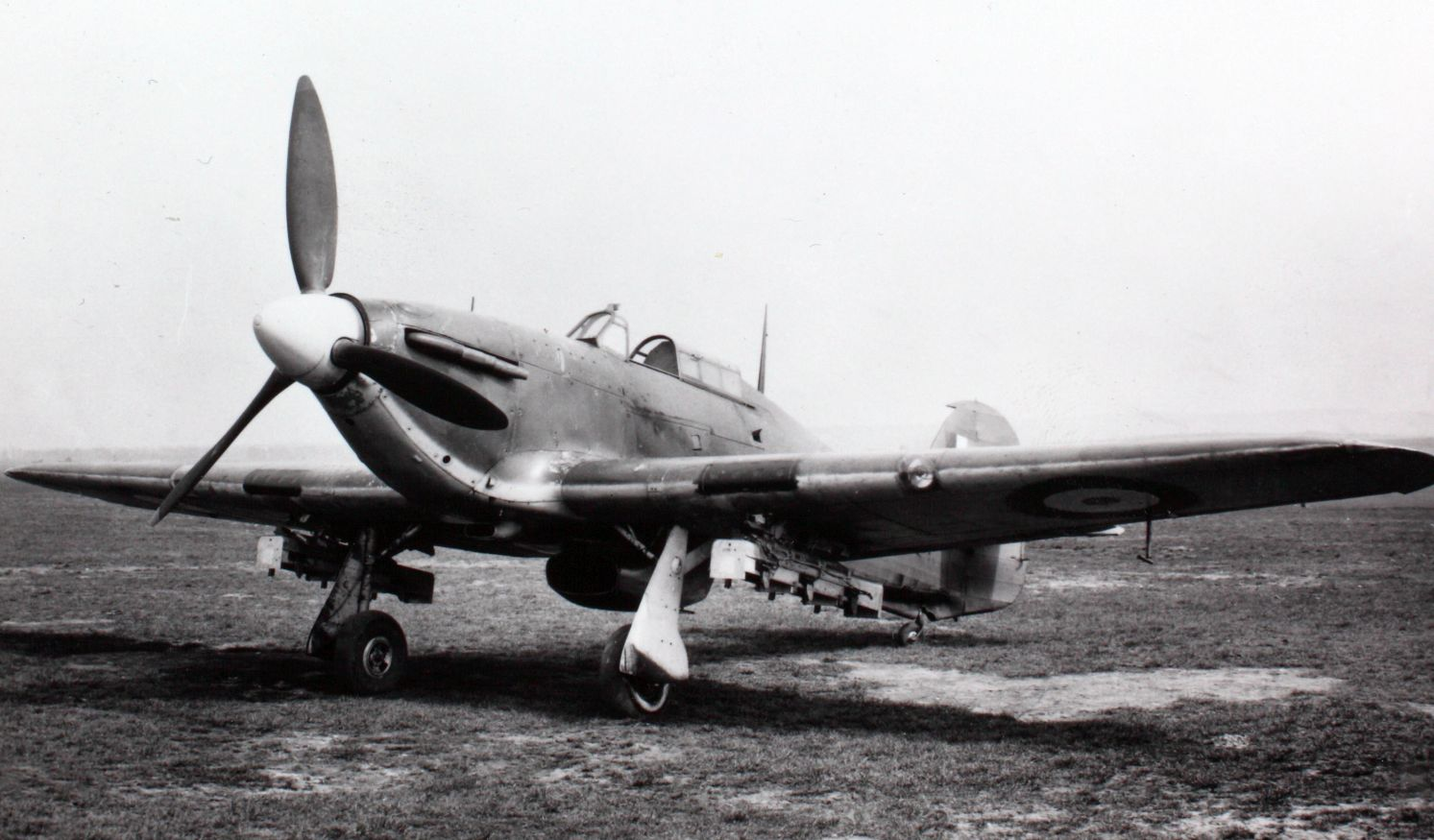
Самолётами Hawker Hurricane полк был вооружен при формировании и воевал на них до конца войны.

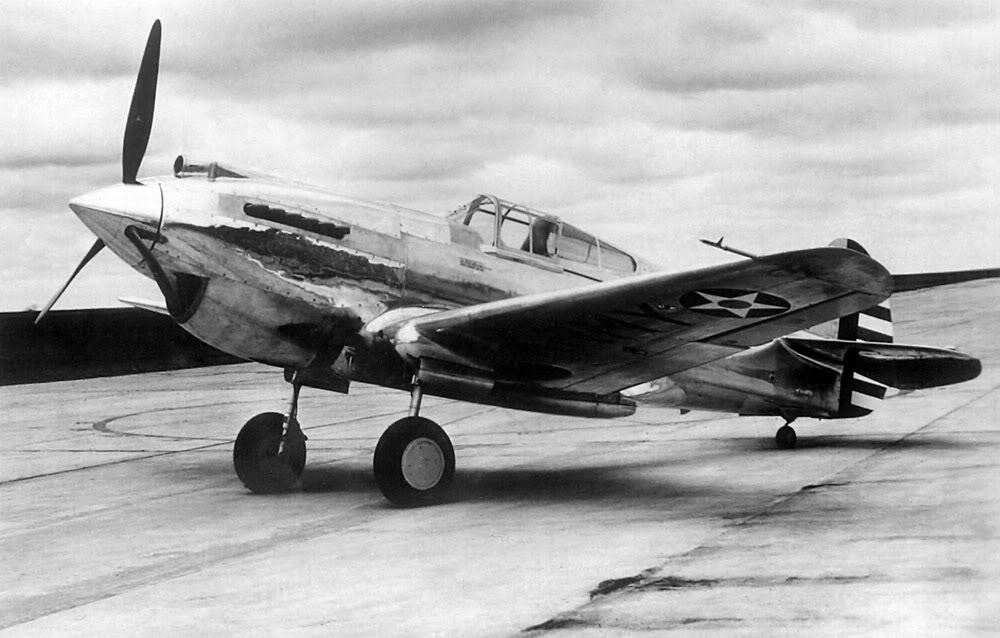
На самолёты Curtiss P-40 (Киттихаук) полк начал переучиваться в конце сентября 1943 года и летал на них до конца войны совместно с Hawker Hurricane.

## Наименования полка
- 966-й истребительный авиационный полк ПВО[1][2].
- 966-й истребительный авиационный полк[1][2];
- Войсковая часть (полевая почта) 35517[1][2].

## История и боевой путь полка
966-й истребительный авиационный полк сформирован в период с 8 августа по 3 сентября 1942 года в Архангельском военном округе (город Холмогоры) по штату 015/134 на английских самолётах «Харрикейн». Включен в состав 126-й истребительной авиационной дивизии ПВО Архангельского района ПВО (20.08.1942). 24 декабря 1942 года передан в состав 122-й истребительной авиационной дивизии ПВО и перебазировался в полосу действий Карельского фронта.
Первая известная воздушная победа полка в Отечественной войне одержана 12 марта 1943 года: парой «Харрикейнов» (ведущий м-р Борисов А. Г.) в воздушном бою в районе ст. Ковда сбит немецкий истребитель Messerschmitt Bf.110.
15 февраля 1943 года в составе 122-й истребительной авиационной дивизии ПВО Мурманского района ПВО (оперативно подчинялась штабу Карельского фронта) вступил в боевые действия против фашистской Германии и её союзников на самолётах «Харрикейн». Осуществлял прикрытие военных объектов, порта и города Мурманск, Кировской железной дороги на участках Мурманск — Тайбола, союзных морских караванов от налетов вражеской авиации. Начиная с 15 февраля 1943 года полк участвовал в операции по освобождению Заполярья.
29 июня 1943 года вместе с дивизией вошел в состав войск вновь образованного Западного фронта ПВО. 19 сентября передан в состав 147-й истребительной авиационной дивизии ПВО Рыбинско-Ярославского района ПВО. С 29 сентября приступил к переучиванию личного состава на американские истребители «Киттихаук». 24 января 1944 года получил 23 самолёта «Киттихаук» и 6 самолётов «Харрикейн».
27 февраля 1944 года полк передан в состав 106-й истребительной авиационной дивизии ПВО Бологоевского района ПВО Западного фронта ПВО. Приступил к боевой работе на самолётах «Киттихаук» и «Харрикейн». В апреле 1944 года в связи с реорганизацией войск ПВО страны в составе 106-й истребительной авиационной дивизии ПВО включён во 2-й корпус ПВО Северного фронта ПВО (образован 29.03.1944 на базе Восточного и Западного фронтов ПВО). 21 мая передан в состав 124-й истребительной авиационной дивизии ПВО 2-го корпуса ПВО Северного фронта ПВО и перебазировался на аэродром Выползово.
С 21 мая 1944 года полк а составе 124-й истребительной авиационной дивизии ПВО приступил к выполнению боевой задачи по обороне железнодорожных узлов и перегонов. Во взаимодействии со средствами ПВО 16-й Отдельной бригады, 2-го корпуса ПВО и 3-го Прибалтийского фронта дивизия обороняла от налётов авиации противника железнодорожные узлы Чудово, Окуловка, Угловка, Бологое, Валдай, железнодорожные участки Бологое-Чудово, Бологое-Бежецк, Бологое-Лихославль, Бологое-Осташков, мосты через реки Волхов и Мста.
С 20 июня 1944 года к прежним объектам охраны полка добавились железнодорожные узлы Дно и мосты через реки Цна у станции Вышний Волочек и Щелонь у станции Сольцы. Полк базировался рассредоточено на аэродромах Малая Вишера, Выползово и Кречевицы. С 25 октября по 15 ноября перебазировался на новый аэродром Тоукули.
В 1945 году полк вместе с другими частями дивизии во взаимодействии со средствами ПВО 79-й дивизии ПВО приступил к выполнению боевой задачи по обороне железнодорожных узлов Резекне, Полоцк, Невель, Ново-Сокольники, Великие Луки, Псков, железнодорожных перегонов и мостов через реки Западная Двина у Полоцка и Великая у Пскова.
День Победы 9 мая 1945 года полк встретил на аэродроме Тоукули.
Всего в составе действующей армии полк находился: с 15 февраля 1943 года по 31 декабря 1944 года.
Всего за годы войны полком:
- Совершено боевых вылетов — 721
- Проведено воздушных боев — 22
- Сбито самолётов противника — 25, из них:
  - истребителей — 19
  - бомбардировщиков — 6
- Свои потери (боевые): летчиков — 7

## Командир полка
- майор Мировицкий (ВрИД)[1], 08.08.1942 — 23.10.1942
- майор, подполковник Борисов Александр Гаврилович[1], 23.10.1942 — 10.09.1945

## Отличившиеся лётчики полка
| Награды | Фамилия, имя отчество       | Воинское звание   | Должность           | Совершенный подвиг |
| ------- | --------------------------- | ----------------- | ------------------- | --- |
|         | Беженцев Фёдор Иванович     | Старший лейтенант | Командир эскадрильи | 10.6.1943 в воздушном бою в районе станции Княжная сбил Ju 87 в паре со ст. сержантом Ив. Г. Захаренковым. 16.6.1943 в воздушном бою в районе Кириши – Ковда сбил Ju 87 в паре со ст. сержантом Ив. Г. Захаренковым. 20.6.1943 в воздушном бою в районе станции Княжная сбил лично Ju 87.                                                                                     |
|         | Захаренков Иван Григорьевич | Старший сержант   | Лётчик              | Выполнил 42 боевых вылета. 10.6.1943 в воздушном бою в районе станции Княжная сбил Ju 87 в паре со ст. лейтенантом Ф. Ив. Беженцевым. 16.6.1943 в воздушном бою в районе Кириши – Ковда сбил Ju 87 в паре со ст. лейтенантом Ф. Ив. Беженцевым. 20.6.1943 в воздушном бою в районе станции Ковда сбил лично Me-109. Был тяжело ранен ответным огнем и выбросился на парашюте. |
|         | Никифоров Григорий Павлович | Лейтенант         | Командир звена      | 12.03.1943 в воздушном бою сбил Me-109 в паре с майором А. Г. Борисовым. 20.03.1943 лично сбил Me-109. Погиб в воздушном бою 4.4.1943 |
|         | Никулин Николай Яковлевич   | Лейтенант         | Командир эскадрильи | 12.03.1943 в воздушном бою в районе Ковда сбил Me-109 лично и два Me-109 в паре. |

## Послевоенная история полка
После войны полк продолжал входить в состав 124-й истребительной авиационной дивизии ПВО 2-го корпуса ПВО Западного фронта ПВО, впоследствии 13-го корпуса ПВО Западного округа ПВО. 10 сентября 1945 года директивой ГШ КА № орг/3/86634 полк расформирован в составе 124-й истребительной авиационной дивизии ПВО 13-го корпуса ПВО Западного округа ПВО.